# Пневмонит
Пневмонит (др.-греч. πνεύμων — лёгкие + лат. -itis — суффикс, означающий воспаление), или пульмонит (лат. pulmunes — лёгкие + лат. -itis) — интерстициальное воспаление сосудистой стенки альвеол, сопровождающееся их рубцеванием; термин, иногда употребляемый для обозначения атипичных пневмоний. В патогенезе по данным Таббса (R. R. Tubbs, 1978), основную роль играют иммунопатологические механизмы преимущественно клеточного типа.

## Этиология
По этиопатогеническим факторам различают:
- токсический (ртутный);
- уремический (один из вариантов поражения дыхательных путей при уремии);
- лучевой (неблагоприятное течение лучевой болезни);
- СКВ-пневмонит (при системных коллагенозах);
- специфический инфекционный (кандидозный, токсоплазменный, туберкулезный, как часть некоторых вирусных инфекций);
- аспирационный (как часть постоперативного синдрома Мендельсона при забросе в дыхательные пути кислого содержимого желудка);
- как часть некоторых заболеваний пищевода (ГЭРБ, ГПОД) и сердца.

Чаще обусловлен аллергической гиперчувствительностью при вдыхании пыли животного, белкового и растительного происхождения (болезнь фермера, работающего со злаковыми культурами, болезнь птицевода), реже раздражающих веществ — фталевого ангидрида, винилхлорида, изоцианидов, ртути; при работе с каучуком и изоляционными материалами.

## Симптомы
Основным симптомом пневмонита является кашель с выделением слизистой мокроты, нередко лихорадка и астматический синдром; с помощью рентгена выявляются рецидивирующие легочные инфильтраты, иногда перибронхиальной локализации.

## Классификация

### Аспирационный пневмонит
Аспирационный пневмонит — клинический синдром, причиной которого является аспирация каких-либо инородных частиц, материалов или жидкостей. Аспирационный пневмонит отличается от аспирационной пневмонии тем, что у него неинфекционная этиология, в то время как причиной аспирационной пневмонии является аспирация микроорганизмов, приводящих к инфекции. Клинически заболевания трудно различимы, однако у них разный патогенез. Аспирационный пневмонит является острым заболеванием, по своей сути является воспалением из-за химических ожогов дыхательных путей и паренхимы и характеризуется сразу же возникающими гипоксией, лихорадкой, тахикардией и аномалиями на рентгенографических снимках. Обычно возникает из-за микроаспираций стерильного содержимого желудка.

### Гиперчувствительный пневмонит
Гиперчувствительный пневмонит — респираторный синдром, в который из-за запоздалой аллергической реакции вовлекается лёгочная паренхима, включая терминальные бронхиолы и ткани и пространство вокруг альвеол. Возникает из-за продолжительного вдыхания пыли веществ, к которым пациент гиперчувствителен.

### Лучевой пневмонит
Лучевой пневмонит (ранее также называлась лучевой пневмонией) является следствием воздействия ионизирующего излучения в проекции лёгких при общем или локальном облучении тела и проявляется в течение 1—6 месяцев после облучения. Симптомы обычно схожи с другими заболеваниями, а наиболее распространённым является одышка, которая часто сопровождается сухим кашлем и немного повышенной температурой. Заболевание может как пройти само по себе, так и перерасти в лучевой фиброз.
Подразделяется на классический лучевой пневмонит и спорадический лучевой пневмонит.
Чаще возникает как осложнение лучевой терапии.